# Park Narodowy Georgian Bay Islands
Park narodowy Georgian Bay Islands (ang. Georgian Bay Islands National Park, fr. Parc national des Îles-de-la- Baie-Georgienne) – park narodowy położony w południowo-wschodniej części prowincji Ontario w Kanadzie. Park został utworzony w 1929 na powierzchni 13 km². Obszar parku obejmuje 59 małych wysp.
Park Narodowy Georgian Bay Islands jest częścią rezerwatu biosfery Georgian Bay Littoral.

## Fauna
Park zapewnia schronienie dla 33 gatunków gadów oraz płazów, wśród których należy wymienić grzechotniczka pospolitego. Na niektórych odizolowanych wyspach można spotkać gniazda mew oraz rybitw, w tym rybitw czarnych.

## Turystyka
Z uwagi na wyspiarski charakter parku dostęp do niego odbywa prawie wyłącznie za pomocą łodzi. Na wyspie Beausoleil znajduje się kemping oraz centrum turystyczne.